# Gracie Carvalho
Gracie Carvalho (Campinas, 23 luglio 1990) è una modella brasiliana.

## Carriera
Gracie Carvalho debutta nel mondo della moda nel 2007 all'età di diciotto anni, grazie ad un contratto con l'agenzia di moda brasiliana Way Management, che le permette nel gennaio 2008 di esibirsi durante la settimana della moda di San Paolo. Dopo essere stata scelta come testimonial della azienda Yamamay, la Carvalho diventa una delle modelle più richieste nel corso della settimana della moda di Rio de Janeiro, sfilando su 35 passerelle delle 39 totali. L'acquisita notorietà le permette di ottenere un contratto con la prestigiosa Marilyn Agency e di conquistare la copertina di L'Officiel di luglio 2008, ed in seguito di novembre.
Nel corso della sua carriera, Gracie Carvalho ha sfilato per svariate case di moda fra cui Anna Sui, Max Azria, Burberry Karl Lagerfeld, Kenzo, Philosophy di Alberta Ferretti, Ralph Lauren, Vera Wang, Diane von Fürstenberg, Miu Miu, Stella McCartney, Carolina Herrera e Vivienne Westwood. Inoltre è stata la testimonial di DKNY Jeans, Gap. e Kenneth Cole, ed è apparsa su L'Officiel e su Teen Vogue. È stata inoltre scelta come una delle protagoniste del calendario Pirelli 2010.
Nel 2015 partecipa al Victoria's Secret Fashion Show.

## Agenzie
- WAY Model Management
- Marilyn Agency - Parigi, New York
- Why Not Model Agency
- Select Model Management